# Dimitri Roels
Dimitri Roels is een personage in de VTM-televisieserie Familie, gespeeld door Fred Van Kuyk.

## Overzicht
Dimitri Roels – Dimi voor de vrienden – was de eigenaar van een volkscafé in de buurt van de Van den Bossches. Wanneer Rita Van den Bossche bij hem komt solliciteren als dienster wijst hij haar in eerste instantie af. Hij heeft zijn café immers al die jaren in zijn eentje uitgebaat. Rita blijft aandringen en uiteindelijk neemt hij haar toch in dienst. Een gouden zaak blijkt later, want het wordt al snel de nieuwe stamkroeg van haar familie.
Dimi heeft een woelig privéleven achter de rug. Hij was lange tijd getrouwd en heeft twee kinderen. Wanneer zijn vrouw erachter kwam dat hij haar al jaren bedroog, pleegde ze zelfmoord. Zijn toenmalige minares Claudia duikt plots op in de buurt en de twee beginnen een relatie. Wanneer echter blijkt dat ze uit jaloezie Rita bewust opnieuw aan een drankverslaving wil helpen, breekt Dimi onmiddellijk met haar.
Later begint Dimi een relatie met Rita. Hij verkoopt zijn café aan Jan en Maarten Van den Bossche en maakt plannen voor een wereldreis samen mijn zijn geliefde. Ze staan op het punt te vertrekken, wanneer Rita plots ernstig ziek wordt en het koppel hun reis voor onbepaalde tijd moet uitstellen.
Aan het geluk van Dimi en Rita komt een einde wanneer Rita plots erg venijnig uit de hoek komt naar zowel Dirk Cockelaere als Marie-Rose De Putter toe. Dimi kan haar gedrag absoluut niet verdragen. Niet veel later komt hij een aantal verzwegen feiten uit het verleden van Rita te weten en wil hij niet langer met haar samenleven. Hij neemt zijn koffers en vertrekt op wereldreis.
Enkele maanden later komt Dimi nog eens in beeld, wanneer Rita verdacht wordt van brandstichting bij VDB Electronics en de moord op Rob Gerrits. Hij wordt opgeroepen om te komen getuigen over zijn breuk met Rita en brengt haar op die manier ongewild in een lastig parket. Meteen na de zitting maakt hij zich weer uit de voeten.